# Соловейкин, Николай Алексеевич
Николай Алексеевич Соловейкин — советский военный деятель, генерал-лейтенант.

## Биография
Родился в 1909 году в селе Старый Киструс. Член КПСС.
С 1931 года — на военной службе, общественной и политической работе.
Участник Великой Отечественной войны: заместитель начальника, начальник 1-го отделения, начальник оперативного отдела штаба 18-й армии.
После войны — на штабных командных должностях в Советской Армии.
В 1959—1961 гг. — начальник штаба Закавказского военного округа.
В отставке с 1971 года.